# Hans Georg Bilgeri
Hans Georg Bilgeri (* 13. Februar 1898 in Brixen; † 11. Jänner 1949 in Reith im Alpbachtal) war ein österreichischer Jurist und SS-Führer, der als Gauwirtschaftsberater führend in die „Arisierung“ involviert war.

## Leben
Hans Georg Bilgeri war der Sohn des Hofrates der Finanzdirektion Innsbruck Otto Friedrich Bilgeri. Er besuchte die Volksschule und schloss seine Schullaufbahn mit der Matura an einem Gymnasium in Innsbruck ab. Danach nahm er als Kriegsfreiwilliger mit den Tiroler Kaiserjägern auf Seiten der k.u.k. Armee am Ersten Weltkrieg teil und war an der Italienfront eingesetzt. Nach Kriegsende wurde er als Leutnant der Reserve mehrfach ausgezeichnet aus der Armee entlassen.
Danach absolvierte er ein Studium der Rechtswissenschaft und promovierte 1922 zum Dr. jur. Er war Mitglied des Corps Rhaetia Innsbruck. Mit dem Freikorps Oberland nahm er 1921 an der Niederschlagung der Aufstände in Oberschlesien teil und im November 1923 am Hitler-Putsch in München. Er war bis 1928 als Rechtsanwalt in Kärnten und danach in der Steiermark tätig. Mit seinem Wohnortwechsel folgte auch der Wechsel vom Oberkärntner zum Steirischen Heimatschutz; er nahm 1931 leitend am Pfrimer-Putsch teil.
Seit Mai 1933 war Bilgeri illegal Mitglied der NSDAP. Wegen nationalsozialistischer Betätigung wurde er nach seiner nicht aufgedeckten Beteiligung während des Juliputsches 1934 im Februar 1935 festgenommen und setzte sich 1936 ins Deutsche Reich ab, wo er für das NSDAP-Flüchtlingswerk tätig wurde. Er trat am 30. Januar 1938 der SS (SS-Nummer 291.054) bei und stieg bei dieser NS-Organisation Ende Januar 1944 bis zum SS-Oberführer auf. Am 26. Juni 1938 beantragte er die reguläre Aufnahme in die NSDAP und wurde rückwirkend zum 1. Mai desselben Jahres aufgenommen (Mitgliedsnummer 6.330.804).
Nach dem Anschluss Österreichs wurde er Stellvertreter des Staatskommissars für Privatwirtschaft und Leiters der Vermögensverkehrsstelle Walter Rafelsberger und war damit in Arisierungen involviert. Nach Schließung der Vermögensverkehrsstelle wurde er im Spätherbst 1939 Gauwirtschaftsberater beim Gauleiter Franz Hofer in Tirol-Vorarlberg, wo er „Entjudungsmaßnahmen“ koordinierte. In Personalunion leitete er als Gaubeauftragter die Umsiedlung Südtirol. Er gehörte zudem dem Vorstand der Tiroler Wasserkraftwerke AG in Innsbruck an.
Nach Kriegsende wurde er u. a. im Internierungslager Dachau und dem Internierungslager Glasenbach festgehalten und wurde im Sommer 1948 aus der Haft entlassen. Am 11. Jänner 1949 starb er an einem Herzinfarkt in Reith im Alpbachtal.